# Позов про визнання рішень недійсними
У законодавстві Європейського Союзу позов про визнання рішень недійсними (позов про анулювання; англ. Actions for annulment) є засобом правового захисту відповідно до права Європейського Союзу, передбаченим статтею 263 Договору про функціонування Європейського Союзу.
За допомогою цього позову, позивач може вимагати скасування правочину будь-якої інституції Європейського Союзу. Цей позов належить до категорії перевірки законности вторинного права Європейського Союзу.
Такий засіб правового захисту існує в інших правових системах, наприклад у Франції.

## Умови
Позов про анулювання вторинного нормативно-правового акту права Союзу підлягає певним умовам прийнятности. Ці умови стосуються терміну вжиття заходів, актів, які можна оскаржити, та статусу позивача.

### Строки
Позов про анулювання необхідно подати протягом двох місяців. Цей період починається з чотирнадцятого дня після публікації нормативно-правого акту в Офіційному віснику Європейського Союзу для рішень і рамкових рішень, повідомлення про нього позивачу, або, за відсутности цього, дня, коли останній дізнався про нього. Цей термін завжди збільшується на 10 днів. (Статті 50 і 51 Регламенту Суду Справедливости від 25 вересня 2012 р.).
Ця умова строку, передбачена частиною 6 статті 263 ДФЄС, є публічною. Однак форс-мажорні обставини і відсутність акту через серйозність незаконности, що його зачіпає, скасовують строки для вжиття заходів.

### Позовні дії
Згідно зі статтею 263(1) ДФЄС, акти, які можуть бути предметом позову про анулювання на підставі незаконности:
1. законодавчі акти Союзу;
2. акти Ради, Комісії та Європейського центрального банку (крім рекомендацій та висновків);
3. акти Європейського парламенту та Європейської ради, спрямовані на створення правових наслідків щодо третіх сторін;
4. акти органів, установ або агентств Союзу, спрямовані на спричинення юридичних наслідків щодо третіх осіб.

Таким чином, позов про анулювання на підставі незаконности спрямований проти всіх актів, прийнятих інституціями, органами чи агентствами Союзу, за умови, що ці акти самі по собі спричиняють юридичні наслідки, а не, наприклад, є просто декларативними або програмними. Це підтверджено рішенням Суду Європейського Союзу від 31 березня 1971 року в справі Комісія проти Ради: позов про анулювання повинен бути відкритим проти всіх положень, прийнятих інституціями, незалежно від їх характеру чи форми, якщо останні породжують юридичні наслідки.
На відміну від французького адміністративного права, бездіяльність інституцій, органів чи агентств Союзу не має наслідком прийняття неявного рішення. Тому воно не може бути предметом позову про скасування, а лише позову про бездіяльність.

### Позивач
Відкриття позову про анулювання через незаконність обмежено певними заявниками відповідно до їхньої дієздатности та інтересу до дії, що залежить від характеру оскаржуваного акту та їх зв’язку з цим актом.

#### Інституційні позивачі
Деякі інституційні позивасі є привілейованими (відповідно до статті 263, параграф 2 ДФЄС, це держави-члени, Європейський парламент, Рада та Комісія): вони звільнені від доведення своєї зацікавлености.
Інші інституційні заявники є напівпривілейованими (відповідно до статті 263, параграф 3, це Європейський суд авдиторів, Європейський центральний банк і Комітет регіонів): вони повинні довести свою зацікавленість у діях, продемонструвавши, що їх звернення прагне захистити їхні відповідні прерогативи.

#### Індивідуальні позивачі
Згідно зі статтею 263(4) ДФЄС інші фізичні чи юридичні особи повинні довести свою правоздатність і свою зацікавленість у порушенні справи, продемонструвавши, що їхні дії спрямовані:
1. проти акту (нормативного чи ні), одержувачами якого вони є (наприклад: номінальне рішення, яке має значення санкції);
2. проти акту (нормативного чи ні), який стосується їх безпосередньо та індивідуально (тобто можна вважати, що вони поставлені у зв’язку з цим актом у ситуацію, аналогічну ситуації одержувача: наприклад, міра загального масштабу, яка має обмежувальне значення та визначає клас одержувачів, до якого відповідна особа демонструє свою належність за допомогою достатніх доказів);
3. проти нормативного акту, який стосується їх безпосередньо і не містить заходи впливу (тобто воно безпосередньо застосовується в національному законодавстві держав-членів): це, по суті, будуть європейські правила, на відміну від директив, які, у принципі, повинні бути транспоновані законодавчими чи нормативними актами держав-членів, щоб застосовуватися в їх національному законодавстві).

У першому випадку (акти, адресовані заявнику), продемонструвати зацікавленість у виконанні обов’язків буде, як правило, легко, а прийнятність – майже певною. У наступних двох випадках демонстрація інтересу до виконання обов’язків часто буде делікатною і тісно залежатиме від запропонованих засобів доказування та складної судової практики. Таким чином, рішення Суду Справедливости у справі Плауманна від 15 липня 1963 р. (відоме як рішення у справі Мандаринів), яке з цього приводу дало початок послідовному прецедентному праву Суду ЄС зазначає:
|  | Суб'єкти, крім адресата рішення, не можуть претендувати на індивідуальну участь, якщо тільки це рішення не зачіпає їх через певні властивості, властиві їм, або фактичну ситуацію, яка характеризує їх по відношенню до будь-якої іншої особи і, отже, індивідуалізує їх способом, аналогічним суб'єкту адресата. |

Через п’ятдесят років у рішенні СЄС у справі інуїтів від 3 жовтня 2013 року в тому ж сенсі (пункт 72) нагадується:
|  | Фізичні або юридичні особи задовольняють умову індивідуального афекту тільки в тому випадку, якщо діяння, що оспорюється, зачіпає їх в силу певних властивостей, властивих їм, або фактичної ситуації, яка характеризує їх по відношенню до будь-якої іншої особи і в результаті індивідуалізує їх таким же чином, як і одержувача. |

Можливість визначення з більшою чи меншою точністю кількости чи навіть ідентифікаційних даних юридичних осіб, до яких застосовується захід, не означає, що ці організації повинні розглядатися як особи, яких стосується цей захід, оскільки таке застосування здійснюється в силу об’єктивної юридичної чи фактичної ситуації, визначеної заходом, про який йдеться (рішення у справі Telefonica проти Комісії, C-274/12, пункт 47). Той факт, що позивач брав участь у процедурі, яка призвела до включення даних до директиви, не виділяє його окремо (рішення у справі Industrias Químicas del Vallés C-244/16, параграф 90).
Стосовно необхідності «включати» імплементаційні заходи, СЄС у своєму рішенні від 13 березня 2018 року (параграф 72):
|  | Формулювання абзацу четвертого статті 263, останнього члена фази ДФЄС, не вимагає, щоб захід кваліфікувався як захід для реалізації нормативного акту, щоб цей акт становив правову основу для цього заходу. наслідків останнього акту матеріалізуються щодо запитуючої сторони лише за допомогою цього заходу. |

## Засоби
Позов про анулювання спрямований на анулювання акту вторинного права Союзу, який суперечить вищому стандарту (Угоди Союзу чи загальні принципи права Союзу, у виняткових випадках певні норми міжнародного права, зокрема ті, що випливають із Європейської конвенції з прав людини). Протиріччя оскаржуваного акту стверджується або за допомогою зовнішньої законности, або за допомогою внутрішньої законности. Ці підстави визначені пунктом 2 статті 263 ДФЄС, який надає Суду юрисдикцію виносити рішення щодо позовів:
1. некомпетентність (орган, який видав оскаржуваний акт, виніс рішення поза межами своїх повноважень);
2. порушення істотних форм (наприклад, засоби правового захисту не зазначені в акті, що є санкцією);
3. порушення Договорів або будь-якої норми права, що стосується їх застосування (оскаржуваний акт прямо суперечить тому, що зазначено або мається на увазі в установчих Договорах Союзу);
4. зловживання владою (за винятком попередніх випадків, оскаржуваний акт належить до сфери компетенції органу, який його видав, він дотримується основних форм і не порушує договорів, але, тим не менш, він перевищує те, що можна було б очікувати, виявляючи, наприклад, конфлікт інтересів, тобто, більш вульгарно, потенційний випадок корупції).

### Засоби зовнішньої законности
Засоби зовнішньої законности (або засоби форми) належать до публічного порядку. Таким чином, вони можуть бути порушені суддею ex officio та використані сторонами в будь-який час. Це, по суті, некомпетентність (rationae temporis, loci або materiae) і порушення основних процедурних вимог, передбачених Договорами та вторинним законодавством Союзу.

### Засоби внутрішньої законности
Засоби внутрішньої законности (або матеріально-правові засоби) бувають двох типів. Це може включати порушення договору або будь-якої норми права, що стосується його застосування, і в цьому випадку ця норма означає всі норми Союзу, які є вищими за оскаржуваний акт. Це також може бути зловживання владою, яке дуже рідко підтверджується Судом Європейського Союзу.

## Суд
Суд Справедливости обмежив сферу свого перегляду по суті, щоб гарантувати автономію інституцій в економічних питаннях. Судді Союзу перевіряють суттєву точність фактів, але лише засуджують явну помилку в судженні, яка псує їхню юридичну кваліфікацію. Скасування акту має силу res judicata: інституції, які нехтують рішенням про скасування, притягуються до позову за бездіяльність або навіть позову про відповідальність.
Анулювання акту Союзу має зворотню силу (зазвичай акт вважається таким, що ніколи не існував, і його частини повинні бути відновлені до початкового стану): однак Суд ЄС може, на підставі статті 264 ДФЄС, пом’якшити цей ефект або навіть обмежити це анулювання в майбутньому, щоб зберегти набуті права, поважати юридичну визначеність і забезпечити юридичну наступність, зокрема, коли наслідки такого відновлення будуть надмірними.

## Зв'язок з іншими правовими шляхами та збереження доступу до судді
Загальний принцип ст. 263, яка не викладена як така в Договорі про функціонування Європейського Союзу (ДФЄС) або в прецедентному праві СЄС, але може бути виведений з неї, полягає в тому, що держави-члени та інституції Європейського Союзу можуть позиватися на всі дії Союзу, у той час як окремі особи можуть позиватися тільки на ті дії, європейські правила, що стосуються чітко визначеного сектору економіки), не маючи можливости позиватися на загальні акти, що стосуються всіх громадян Союзу без різниці (як правило, директиви, які стосуються основних питань принципу чи права). Зрештою, йдеться про те, щоб уникнути збільшення кількости індивідуальних позовів на акти Союзу, які могли б засмітити СЄС та загалом серйозно ускладнити функціонування інституцій Союзу.
Вторинний механізм, який дозволяє зберегти доступ до судді як фундаментальне право, проте, передбачений договорами та згадується у вельми пізнавальному рішенні СЄС в справі інуїтів від 3 жовтня 2013 р., пункти 92 та наступні:
|  | Договір про ФЄС [...] встановив повну систему засобів правового захисту та процедур, призначених для забезпечення контролю за законністю актів Союзу, поклавши його на суддів Союзу [...]. Таким чином, фізичні чи юридичні особи, які не можуть […] «безпосередньо» нападати на акти Союзу загального застосування, захищені […]. «Коли реалізація зазначених актів покладається на інститути Союзу», ці особи можуть подати прямий позов до судів Союзу [...] та посилатися, відповідно до статті 277 ДФЄС, на підтримку цієї дії на «незаконність» акту [...]. «Коли відповідальність за реалізацію лежить на державах-членах ЄС», вони можуть заявити про «недійсність» акту Союзу, що розглядається, в національних судах і змусити їх звернутися відповідно до статті 267 ДФЄС [...] до Суду за допомогою преюдиційного запиту [...]. |

Таким чином, позивач, визнаний неприйнятним згідно зі статтею 263, може оскаржити акт або шляхом виключення незаконности в судах Союзу (стаття 277), або шляхом преюдиційного запиту до національних судів (стаття 267).
Таким чином, механізм, що гарантує доступ до суду для позивачів, які бажають оскаржити акт Союзу, схематично виглядає наступним чином: :
1. В основному провадженні позов про анулювання (ст. 263) протягом двох місяців після оприлюднення або повідомлення;
2. У вторинній та у разі неприйнятности позову про анулювання, на полях нової апеляції, спрямованої як принципової проти акту, що виконує оскаржуваний акт:
  1. перед суддею Союзу: виняток протиправности (ст. 277) ;
  2. перед народним суддею: преюдиційний запит до судді Союзу, який єдиний має юрисдикцію визнати незаконним акт Союзу (ст. 267).

Крім того, позивач, який хоче оскаржити не акт Союзу, а відмову Союзу прийняти акт, має інший засіб правового захисту: позов про бездіяльність (регулюється ст. 265 ДФЄС). Подібним чином позивач, який бажає оскаржити відмову держави-члена прийняти акт, що підпадає під дію права Союзу, повинен подати позов до іншої держави-члена або Комісії, яка потім може подати позов про невиконання зобов’язань (ст. 258–260 ДФЄС).
У всіх випадках, незалежно від того, чи оскаржується дія чи бездіяльність Союзу, позивач, який бажає отримати компенсацію за шкоду, яку ймовірно можна віднести до такої дії чи бездіяльности, повинен подати, одночасно чи послідовно, позов про деліктну або позадоговірну відповідальність (ст. 340 ДФЄС).